# Biakjuveltrast
Biakjuveltrast (Pitta rosenbergii) är en fågelart i familjen juveltrastar inom ordningen tättingar.

## Utbredning och systematik
Fågeln förekommer endast på ön Biak utanför nordvästra Nya Guinea. Den kategoriserades tidigare som en underart till Pitta sordida, men urskiljs sedan 2016 som egen art av Birdlife International och IUCN, sedan 2023 även av eBird/Clements och International Ornithological Congress.

## Status
Den kategoriseras av IUCN som nära hotad.